# Gruppo Sportivo Fascio Giovanni Grion 1931-1932
Questa voce raccoglie le informazioni riguardanti il Gruppo Sportivo Fascio Giovanni Grion nelle competizioni ufficiali della stagione 1931-1932.

## Stagione
Il "Campo Sportivo del Littorio" viene inaugurato il 28 ottobre 1931 alla presenza dei Principi di Piemonte Umberto II di Savoia e consorte Maria José. Il campo fu progettato dall'Ingegner Guido Brass il quale, tra l'altro, progettò anche la Chiesa di Sant'Antonio e la Casa del Balilla di Pola. Il campo fu inaugurato con una partita amichevole, vinta dalla Triestina 2-1.

## Rosa
| N. |                   | Ruolo | Calciatore                    |
| -- | ----------------- | ----- | ----------------------------- |
|    | Italia (bandiera) | D     | Carlo Balzani                 |
|    | Italia (bandiera) | A     | Giovanni Battioni             |
|    | Italia (bandiera) | A     | Francesco Cerdonio            |
|    | Italia (bandiera) | A     | Giorgio Cidri                 |
|    | Italia (bandiera) | P     | Giacomo Crismanich (Crismani) |
|    | Italia (bandiera) | C     | Nicolò Curto (II)             |
|    | Italia (bandiera) | P     | Valerio Dinelli (II)          |
|    | Italia (bandiera) | A     | Carlo Gasperutti              |
|    | Italia (bandiera) | A     | Giovanni Luciani              |

| N. |                   | Ruolo | Calciatore                  |
| -- | ----------------- | ----- | --------------------------- |
|    | Italia (bandiera) | A     | Silvio Marini               |
|    | Italia (bandiera) | C     | Fulvio Maurovich (Mauro)    |
|    | Italia (bandiera) | C     | Umberto Mondaini            |
|    | Italia (bandiera) | C     | Ermanno Petronio (I)        |
|    | Italia (bandiera) | D     | Nicolò Poiani               |
|    | Italia (bandiera) | A     | Francesco Stocovaz (Stocco) |
|    | Italia (bandiera) | D     | Armando Vatta               |
|    | Italia (bandiera) | C     | Bruno Vucich (Vucini)       |